# Grüße aus Hollywood
Grüße aus Hollywood (Postcards from the Edge) ist eine Komödie des Regisseurs Mike Nichols aus dem Jahr 1990, der auf dem autobiographisch angehauchten Roman der Schauspielerin/Autorin/Drehbuchautorin Carrie Fisher basiert.

## Handlung
Suzanne Vale ist eine drogen- und tablettensüchtige Schauspielerin, die wieder einmal aus einer Entziehungskur entlassen wurde und nun versucht, ihre Schauspielkarriere in Hollywood wieder voranzutreiben.
Als sie eine neue Rolle bekommt, stellt die Produktionsfirma jedoch die Bedingung, dass sie während der gesamten Dreharbeiten zu ihrer Mutter Doris Mann zieht und dort mit ihr lebt. Problematisch dabei ist, dass Vale immer schon eine komplizierte Beziehung zu ihrer Mutter hatte, einem ehemaligen Star, in dessen Schatten die Tochter ihr Leben lang stand.
Vale muss sich also nicht nur mit einer mittelmäßigen Produktion oder dem Kampf gegen ihre Drogensucht anfinden, auch ihre Mutter verkompliziert ihr Leben wieder einmal gehörig.

## Kritiken
„Eine anfänglich bitterböse Beschreibung Hollywoods, die zum Ende hin einem Happy-End weicht, und ein Film für exzellente Schauspieler, die grandios gegen ihr Rollenklischee besetzt sind. Der eigentliche ‚Star‘ ist jedoch der Kameramann Michael Ballhaus, dessen Arbeit den Traum vom Kino wahrmacht.“

## Auszeichnungen
Meryl Streep und der Song I’m Checkin’ Out von Shel Silverstein wurden im Jahr 1991 für den Oscar nominiert. Meryl Streep, Shel Silverstein und Shirley MacLaine wurden 1991 für den Golden Globe Award nominiert. Shirley MacLaine, Carly Simon und Carrie Fisher wurden 1991 für den BAFTA Award nominiert.
Meryl Streep gewann im Jahr 1991 den American Comedy Award. Annette Bening gewann 1992 als Newcomerin des Jahres den London Critics’ Circle Film Award.
Die Deutsche Film- und Medienbewertung FBW in Wiesbaden verlieh dem Film das Prädikat besonders wertvoll.